# 불꽃놀이 (2006년 드라마)
《불꽃놀이》는 문화방송에서 2006년 5월 13일에서 2006년 7월 9일까지 토요일, 일요일 오후 9시 40분에 방영된 특별기획 주말 드라마인데 주인공이 다니는 회사 이름을 협찬사인 ‘더 페이스 샵’과 유사한 ‘페이스 스토리’로 설정해 방송법상 간접광고 관련 규정 위반 때문에 방송위원회로부터 권고 조치를 받았다.
한편, 왕빛나가 캐스팅 물망에 거론되었으나 SBS 하늘이시여의 연장 때문에 포기했다.

## 등장 인물
- 한채영 : 신나라 역
- 강지환 : 나인재 역
- 박은혜 : 차미래 역
- 윤상현 : 강승우 역
- 박정수 : 인재 모 박진화 역
- 김소연 : 나라의 동생 신나경 역
- 박근형 : 나라의 아빠 신호섭 역
- 김창숙 : 나라의 엄마 최순영 역
- 박소리 : 나라의 후배 임춘애 역
- 김주현 : 조아라 역
- 김석훈 : 인재의 형 나인창 역
- 이재영 : 인재의 친구 호성 역
- 유소희 : 조아라 역
- 심민
- 정은우
- 손민우
- 최영재
- 조재혁

## 시청률
| 회차   | 방송일          | 시청률(전국) |
| ------ | --------------- | ------------ |
| 제1회  | 2006년 5월 13일 | 9.5%         |
| 제2회  | 2006년 5월 14일 | 8.9%         |
| 제3회  | 2006년 5월 20일 | 11.8%        |
| 제4회  | 2006년 5월 21일 | 9.9%         |
| 제5회  | 2006년 5월 27일 | 12.6%        |
| 제6회  | 2006년 5월 28일 | 12.9%        |
| 제7회  | 2006년 6월 3일  | 15.9%        |
| 제8회  | 2006년 6월 3일  | 15.9%        |
| 제9회  | 2006년 6월 11일 | 9.8%         |
| 제10회 | 2006년 6월 11일 | 10.1%        |
| 제11회 | 2006년 6월 17일 | 8.8%         |
| 제12회 | 2006년 6월 24일 | 7.9%         |
| 제13회 | 2006년 6월 25일 | 8.7%         |
| 제14회 | 2006년 7월 1일  | 9.6%         |
| 제15회 | 2006년 7월 2일  | 10%          |
| 제16회 | 2006년 7월 8일  | 9.2%         |
| 제17회 | 2006년 7월 9일  | 11.5%        |

## 결방
- 2006년 6월 4일 - 2006년 FIFA 월드컵 최종평가전 응원쇼 <감동!대한민국> 편성
- 2006년 6월 10일 - 2006년 FIFA 월드컵 B조 <잉글랜드 VS 파라과이> 중계 편성
- 2006년 6월 18일 - 2006년 FIFA 월드컵 F조 <일본 VS 크로아티아> 중계 편성